# Otto Renkhoff
Otto Renkhoff (* 28. Dezember 1905 in Biskirchen; † 31. März 1995 in Wiesbaden) war ein deutscher Archivar, Landeshistoriker, früherer Direktor des Hessischen Hauptstaatsarchivs und langjähriger Herausgeber der Nassauischen Annalen sowie Schriftführer des Vereins für Nassauische Altertumskunde und Geschichtsforschung.

## Werdegang
Otto Renkhoff wurde am 28. Dezember 1905 in Biskirchen an der Lahn geboren, wo er auch seine Kindheit und Jugend verbrachte. Nach seinem erfolgreichen Abitur am Humanistischen Gymnasium in Wetzlar begann er 1925 sein Studium der Geschichte, Germanistik und alten Sprachen an den Universitäten Marburg und München. 1930 wurde er mit einer Dissertation zum Thema Territorialgeschichte des Fürstentums Nassau-Dillenburg bei Edmund Ernst Stengel in Marburg promoviert. Die ungedruckt gebliebene Dissertation war eine der hessischen „Atlas-Arbeiten“, die sowohl eine wertvolle Aufarbeitung der regionalen Territorialgeschichte als auch die Vorbereitung für den später erschienenen Geschichtlichen Atlas von Hessen darstellten. Nach seiner Promotion trat er in den preußischen Staatsdienst ein und begann seine Ausbildung am Institut für Archivwissenschaft beim preußischen Geheimen Staatsarchiv in Berlin-Dahlem, die er im März 1933 mit dem „Großen Archivexamen“ abschloss. Er wurde 1931 zum Staatsarchivar, 1934 zum Staatsarchivrat und 1959 zum Regierungs-Oberarchivrat ernannt.
Seit 1933 wirkte er bis zu seiner Pensionierung im Jahr 1970 am Preußischen Staatsarchiv und späteren Hessischen Hauptstaatsarchiv in Wiesbaden, das er von 1961 bis 1970 als Archivdirektor leitete.
Der  Historischen Kommission für Nassau gehörte er seit 1934 an, der  Historischen Kommission für Hessen und Waldeck seit 1947 und der Hessischen Historischen Kommission seit 1952.
Renkhoff war von 1939 bis 1971 Herausgeber der Nassauischen Annalen sowie Mitherausgeber der Nassauischen Heimatblätter von 1939 bis 1960. Von 1956 bis 1962 war er Mitherausgeber der Blätter für deutsche Landesgeschichte. Er ist Verfasser der Nassauischen Biographie. Mit Karl Ernst Demandt hat er das Hessische Ortswappenbuch erstellt.

## Leistungen
Otto Renkhoff erwarb sich vor allem als Herausgeber bedeutender wissenschaftlicher Zeitschriften große Verdienste um die Landesgeschichte. Seit 1938 war er als Schriftführer des Vereins für Nassauische Altertumskunde und Geschichtsforschung gleichzeitig Herausgeber der Nassauischen Annalen, die unter seiner Redaktion eine der bedeutendsten landesgeschichtlichen Zeitschriften in Deutschland wurde. Enthielten die Jahresbände in den 1930er Jahren meist nur ein gutes halbes Dutzend Aufsätze, so nahm unter Renkhoff nahm nicht nur die Zahl der wissenschaftlichen Beiträge zu; er rief auch einen umfangreichen Besprechungsteil und die landesgeschichtliche Zeitschriftenschau ins Leben. Ferner redigierte er die Nassauischen Heimatblätter, bis diese 1961 aus finanziellen Gründen nicht mehr erschienen konnten.

Nachdem Renkhoff zu Beginn der 1950er Jahre auch Mitherausgeber des Jahrbuchs der Hessischen Kirchengeschichtlichen Vereinigung gewesen war, übernahm er 1956 die Redaktion der Blätter für deutsche Landesgeschichte, die er zunächst gemeinsam mit Professor Georg Wilhelm Sante und von 1963 bis 1970 allein herausgab. Er engagierte sich für diese Aufgabe so sehr, dass der Umfang der Bände rasch um nahezu das Doppelte anstieg. Dies wirkte sich positiv auf die Zahl der Buchbesprechungen aus, kam aber auch der landesgeschichtlichen Zeitschriftenschau, die ebenfalls an Umfang und Stetigkeit gewann, zugute.
Die gleichzeitige Herausgabe zweier großer wissenschaftlicher Zeitschriften stellte allein bereits eine Lebensaufgabe dar, obwohl Otto Renkhoff ein passionierter Zeitschriftenherausgeber, der sorgfältig alle Details durchdachte, war. Dass er trotz ständigen Termindrucks parallel anfangs als Stellvertreter Santes den Dienstbetrieb des Hessischen Hauptstaatsarchivs grundsätzlich mitgestaltete und seit dem Jahr 1961 als Archivdirektor dessen Leitung übernahm – dies alles war nur durch Nacht- und Wochenendarbeit zu bewältigen. Außerdem war er von 1947 bis 1975 als stellvertretender Vorsitzender der Historischen Kommission für Nassau tätig; ebenfalls seit 1947 war er Mitglied der Historischen Kommission für Hessen und Waldeck, wenig später auch der Hessischen Historischen Kommission Darmstadt und von 1949 an fungierte er als Vorstandsmitglied der Hessischen Kirchengeschichtlichen Vereinigung. Seine Liebe aber gehörte überwiegend dem Verein für Nassauische Altertumskunde und Geschichtsforschung. Renkhoff betreute mit einer extremen Sorgfalt und Präzision die historischen Vortragsreihen und zahlreichen Exkursionen, die weit über das nassauische Territorium hinaus zu Kirchen, Burgen und Schlössern im südwestdeutschen Raum führten. So kam es, dass Otto Renkhoff seine bedeutendsten wissenschaftlichen Leistungen erst im Ruhestand vollbringen konnte. Nachdem er schon 1956 zusammen mit Demandt das Hessische Ortswappenbuch herausgegeben hatte – auch die Heraldik war Bestandteil seiner besonderen Interessengebiete – publizierte er im Jahre 1980 den Band Wiesbaden im Mittelalter. Dieses Werk schloss eine wichtige Lücke in der Wiesbadener Stadtgeschichtsschreibung. Daneben aber hatte er schon lange Materialien für ein weiteres wissenschaftliches Standardwerk – die Nassauische Biographie –, die 1985 mit rund 2500 Lebensläufen bekannter und berühmter Nassauer erschien, zusammengetragen. Aufgrund der großen Resonanz, die dieses Werk erhielt und die sich in zahllosen Zuschriften widerspiegelte, entschloss er sich im Alter von 85 Jahren, noch eine zweite Auflage zu wagen. Diese hat den doppelten Umfang sowie rund 5000 Kurzbiografien und ist 1992 veröffentlicht worden.
Otto Renkhoff kennzeichnete ein hohes Pflichtbewusstsein, eine eiserne Arbeitsdisziplin und die Liebe zur Landesgeschichte. Seine großen wissenschaftlichen Verdienste wurden 1974 durch das Bundesverdienstkreuz I. Klasse, 1980 durch die Ehrenmitgliedschaft des Vereins für Nassauische Altertumskunde und Geschichtsforschung und 1981 durch die Verleihung der Silbernen Bürgermedaille der Stadt Wiesbaden gewürdigt.

## Schriften (Auswahl)
- Wiesbaden im Mittelalter. Steiner, Wiesbaden 1980, ISBN 3-515-03402-1.
- Nassauische Biographie. Kurzbiographien aus 13 Jahrhunderten. Historische Kommission für Nassau, Wiesbaden 1985, ISBN 3-922244-68-8. 2. Auflage ebenda 1992 (= Veröffentlichungen der Hist. Komm. f. Nassau. Band 39), ISBN 3-922244-90-4.
- Territorialgeschichte des Fürstentums Nassau-Dillenburg. Marburg 1932, Dissertation phil.